# Cà phê Boss
Boss (ボス Bosu) là nhãn hiệu chai nhựa và lon cà phê, và các đồ uống vị cà phê được bán bởi công ty Suntory tại Nhật. Nhãn hiệu ra mắt vào năm 1992 và là một trong những nhãn hiệu cà phê lon Nhật Bản. Logo nhãn hiệu có chứa hình ảnh nhà văn Hoa Kỳ William Faulkner,, và diễn viên người Mỹ Tommy Lee Jones xuất hiện trong một loạt các chương trình TV và các bảng quảng cáo.
Nhãn hiệu Suntory Boss được ra mắt tại Úc và New Zealand vào tháng 11 năm 2019, với hai sản phẩm. Trong các dòng sản phẩm của Úc và New Zealand, hình ảnh của Faulkner trên logo không kèm theo tẩu thuốc.